# Américo Brasiliense
Américo Brasiliense là một đô thị ở bang São Paulo, Brasil. Đô thị này có dân số (năm 2007) là 31.005 người, diện tích là 123,429 km², mật độ dân số 278,4 người/km². Américo Brasiliense nằm ở độ cao 715 m, cách thủ phủ bang São Paulo 280 km. Américo Brasiliense nằm ở khu vực khí hậu cận nhiệt đới. Theo điều tra năm 2000, Américo Brasiliense có:
- Tổng dân số 28.287 người, trong đó, dân số thành thị: 27.641, nông thôn: 646 người.
- Nam giới: 14.401, nữ giới: 13.886 người.
- Mật độ dân số 229,04 người/km².
- Tuổi thọ: 73,19 năm.
- Tỷ lệ trẻ dưới 1 tuổi tử vong (trên 1 triệu): 12,4
- Tỷ lệ biết đọc biết viết: 89,82% dân số.
- Chỉ số phát triển con người: 0,788
- Tỷ lệ sinh (trẻ/bà mẹ): 2,35

Đô thị này giáp các đô thị: Santa Lúcia (Bắc), Araraquara (Tây Nam) và São Carlos (Đông) 